# Rüttenen
Rüttenen es una comuna suiza del cantón de Soleura, ubicada en el distrito de Lebern. Limita al norte con las comunas de Welschenrohr y Balm bei Günsberg, al este con Riedholz y Feldbrunnen-Sankt Niklaus, al sur con Soleura, y al oeste con Langendorf y Oberdorf.